# Tim Scott

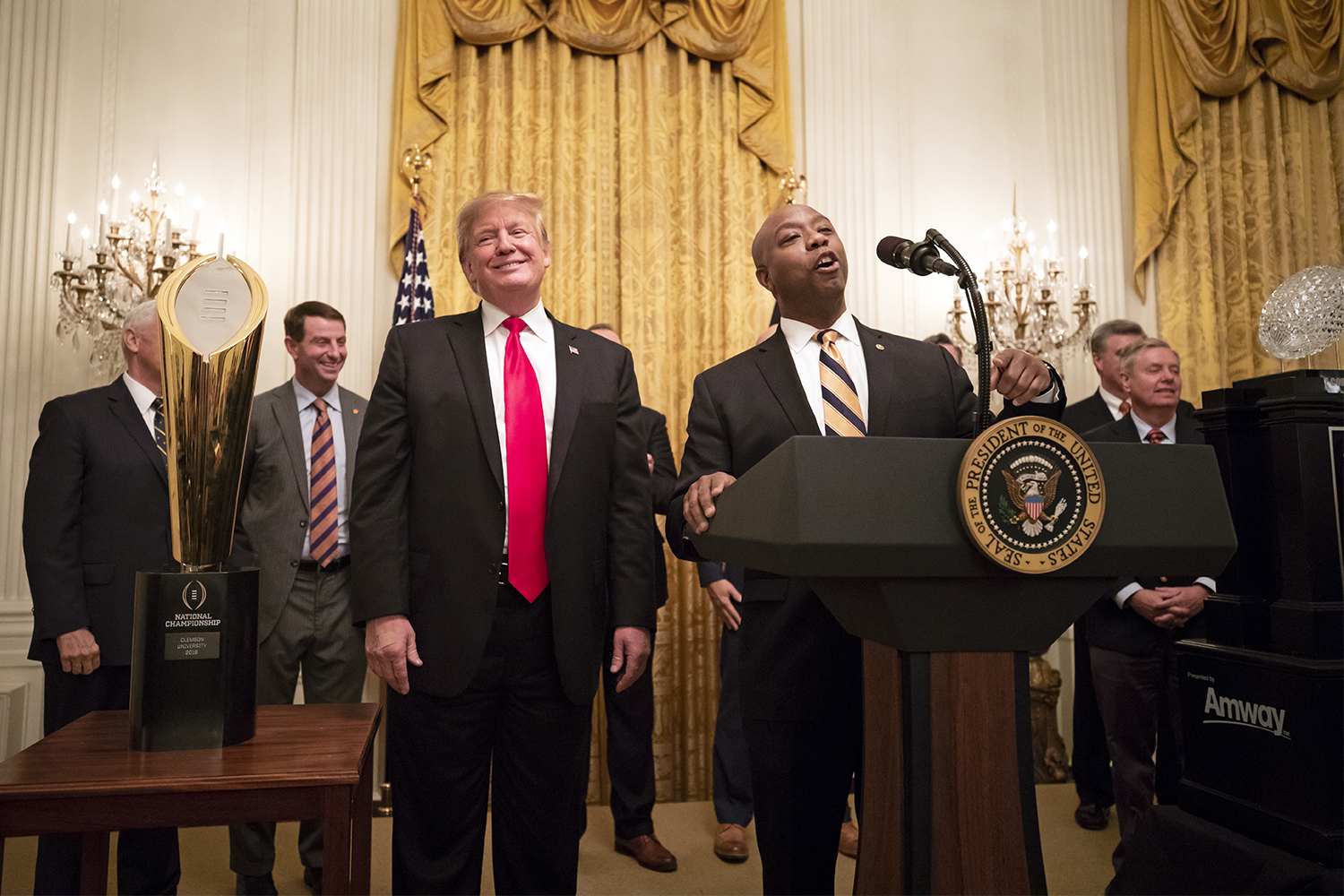
Scott a prezident Donald Trump

Timothy Eugene Scott (* 19. září 1965, North Charleston, Jižní Karolína) je americký podnikatel a politik za Republikánskou stranu. Od roku 2013 je senátorem USA za stát Jižní Karolínu. V letech 2011–2013 byl poslancem Sněmovny reprezentantů, v níž zastupoval Jižní Karolínu za první kongresový okres. Politickým smýšlením je konzervativní republikán a má blízko k hnutí Tea party.

## Prezidentská kandidatura
V květnu 2023 oznámil svou kandidaturu na úřad prezidenta Spojených států.
I když měl na kampaň více peněz než většina republikánských kandidátů, nepodařilo se mu prosadit a v listopadu 2023 odstoupil z boje o republikánskou nominaci. Jeho odstoupení mohlo dle analytiků prospět umírněným kandidátům, kteří se v primárkách snaží prosadit proti Donaldu Trumpovi. Dva významní dárci Scottovy kampaně sdělili, že svou podporu přesunou k bývalé velvyslankyni USA při OSN Nikki Haley, která také pochází z Jižní Karolíny. Scott nakonec v primárních volbách podpořil bývalého amerického prezidenta Donalda Trumpa. Po svém odstoupení z volby se pak zúčastnil několika Trumpových předvolebních mítinků, na kterých jej v souvislosti s primárními volbami, kde Trump kandiduje proti Nikki Haleyové, podpořil.